# ولاية بارودا
ولاية بارودة (إنجليزية: Baroda) كات عبارة عن إمارة أو دولة أميرية سابقة للهند في جنوب آسيا، والتي كانت عاصمتها مدينة بارودة ( فادودارا الحالية) . تشكلت كدولة في عام 1721 م واستمرت حتى انضمامها إلى الاتحاد الهندي في عام 1949، هي اليوم جزء من ولاية كجرات في الهند.